# Pogonio
Pogonio (tiếng Hy Lạp: ?) là một khu tự quản ở vùng Íperos, Hy Lạp. Khu tự quản Pogonio có diện tích 701 km², dân số theo điều tra ngày 18 tháng 3 năm 2001 là 8987 người.